# Choritaenia
Genre
Espèce
Choritaenia est un genre de plantes à fleurs de la famille des Apiaceae. Il ne contient qu'une seule espèce (genre monotypique), Choritaenia capensis, originaire d'Afrique du Sud.

## Publication originale
- Bentham G, (1867) Genera Plantarum 1: 907.